# Olleros de Pisuerga

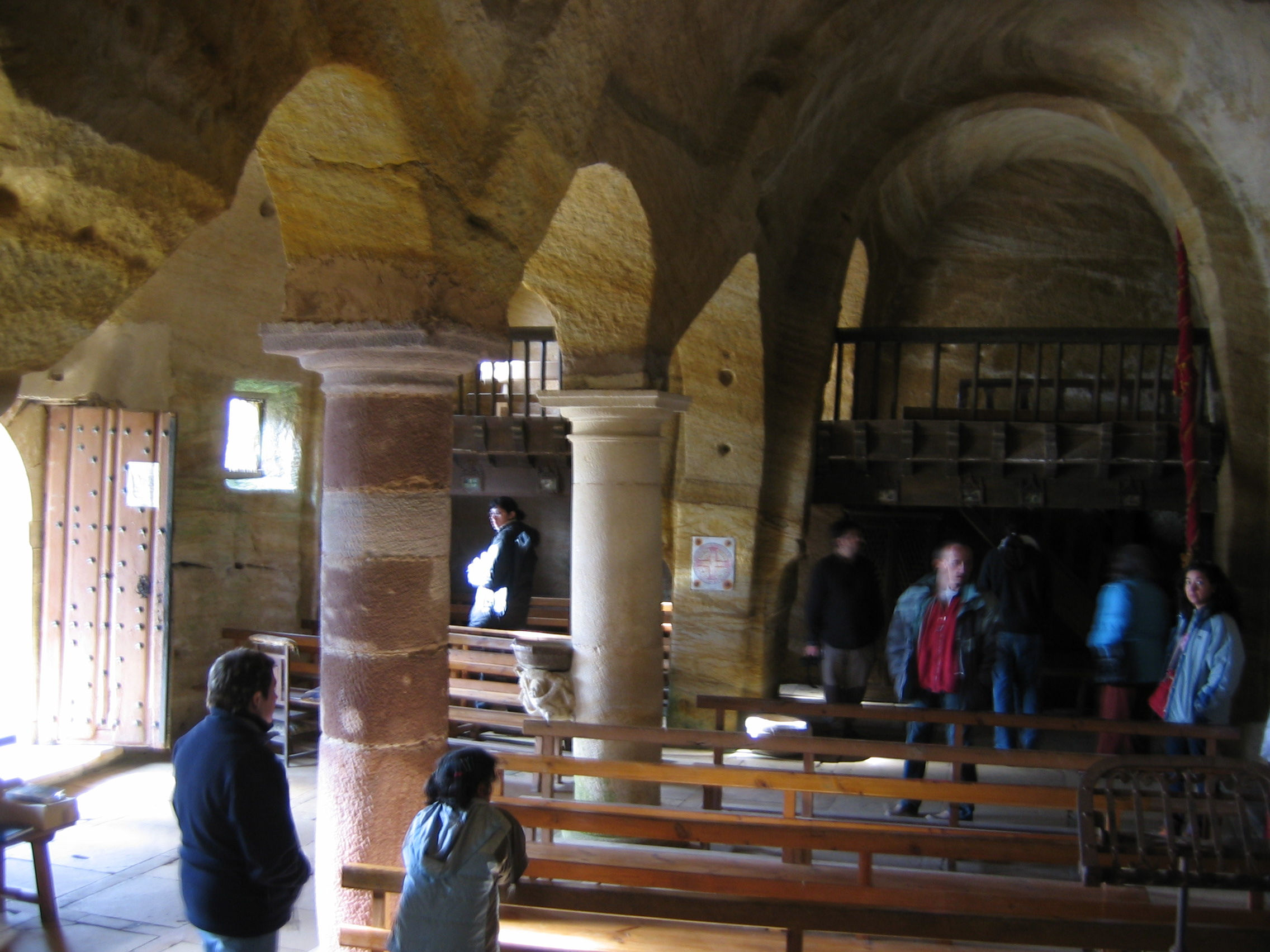
Iglesia rupestre de Olleros de Pisuerga, ss. -

Olleros de Pisuerga es una localidad de la provincia de Palencia (Castilla y León, España) que pertenece al municipio de Aguilar de Campoo.
Es una de las localidades del Camino de Santiago del Norte: Ruta del Besaya.

## Geografía
- Altitud: 908 metros.
- Latitud: 42º 45' 00" N
- Longitud: 04º 16' 59" O

## Demografía
Evolución de la población en el siglo XXI
| Gráfica de evolución demográfica de Olleros de Pisuerga entre 2000 y 2020 |
|                                                                           |
| Población de derecho (2000-2020) según el padrón municipal del INE        |

## Historia
En su término esta constatada la presencia de un castro prerromano de Cildá atribuido a los Cántabros
A la caída del Antiguo Régimen la localidad se constituye en municipio constitucional que en el censo de 1842 contaba con 15 hogares y 78 vecinos, para posteriormente. A mediados del siglo XIX se anexiona al municipio de Lomilla junto con Valoria de Aguilar. Poco después el nuevo municipio cambiaría su nombre por el de Valoria de Aguilar. En los años 1970 los tres núcleos se integran en Aguilar de Campoo.

## Patrimonio
- Iglesia rupestre de Olleros de Pisuerga: En honor de los Santos Justo y Pastor, es un eremitorio que adentra sus orígenes en el siglo VII, dentro de los movimientos eremíticos del Norte de la Península. Se trata del mejor ejemplo conservado en toda la península ibérica de este tipo de manifestaciones religioso-artísticas. Su restauración integral, realizada dentro del Plan de Intervención del Románico Norte de la Junta de Castilla y León, ha sido merecedora de diversos premios.
- Castro de Monte Cildá: Ciudad cántabra, que fue poblada prácticamente de manera ininterrumpida hasta la baja Edad Media. Importantes restos visigodos y romanos.
- Cañón de la Horadada: Cañón natural excavado por el Río Pisuerga a su paso por Olleros.

## Fiestas
- Gran Paella Ollerense, fiesta declarada de Interés Turístico Regional en 1994.

Se celebra el primer domingo de agosto.